# 西埃拉營 (加利福尼亞州)
西埃拉營（英語：Camp Sierra）是位於美國加利福尼亞州弗雷斯諾縣的一個非建制地區。該地的面積和人口皆未知。

## 地理
西埃拉營的座標為37°11′26″N 119°15′35″W / 37.19056°N 119.25972°W，而該地的平均海拔高度為1382米（即4534英尺）。